# 그로우토피아
그로우토피아(Growtopia)는 플레이어가 채팅, 농사짓기, 친구추가, 거래, 세계 구축, PVP 전투 등을 할 수 있는 대규모 멀티플레이어 온라인 샌드박스 비디오 게임이다. 이 게임은 2012년 11월 안드로이드로 처음 출시되었으며 이후 iOS, 마이크로소프트 윈도우, OS X용으로 출시되었다. 2019년 닌텐도 스위치, 플레이스테이션 4,그리고 엑스박스 원으로 출시된 적이 있다. 콘솔 버전의 서버는 2020년 7월 30일에 종료되었다.
2017년 2월 28일, 유비소프트의 그로토피아 인수가 발표되었고 유비소프트의 2016-17년 4분기 동안 완료되었으며, 원작 개발자들은 게임의 디자인과 지속적인 개발에 대해 일반 조언자로 참여했다. 이 게임은 프리미엄 모델을 활용한다.

## 게임 플레이
그로우토피아는 게임 내 아이템 대부분이 "나무의 씨앗에서 자랄 수 있다"라는 생각에 기반한 2D 대규모 멀티플레이어 온라인 샌드박스 비디오 게임이다.이 게임은 최종 목표나 100%의 완벽한 완성이 없다.
허나, 플레이어가 아닌 캐릭터로부터 완료해야 하는 성취 시스템과 퀘스트가 있다.
새로운 플레이어가 가입하면 "튜토리얼"이라는 사적인 월드로 보내지는데, 그로피디아(Growpedia)라는 아이템을 통해 게임의 기본을 알려준다. 플레이어는 두 가지 기본 도구 (블록을 펀칭하고 깨는 주먹, 블록 속성을 편집하는 렌치)로 시작한다. 일단 튜토리얼을 마치면, 그들은 게임에 대해 더 많이 배울 수 있도록 시작이라고 불리는 세계로 보내진다.
플레이어는 다른 사람의 세계를 방문하거나 자신만의 세계를 만들 수 있다. 플레이어가 새로운 세상을 만들 때, 세계는 절차적으로 생성될 것이다. 그로토피아의 월드는 원래 개발자들이 만든 월드를 제외하면 크기가 같다. 플레이어는 블록을 부수고 쌓고, 블록에서 씨앗이나 보석을 얻고, 씨앗을 심고, 나무를 수확할 수 있다. 플레이어는 월드가 타인에 의해 잠기면 해당 월드와 상호작용할 수 없다.
플레이어는 다양한 크기의 자물쇠를 사용하여 영역을 잠글 수 있다: 스몰 락(Small Lock), 빅 락(Big Lock), 휴지 락(Huge Lock), 그리고 월드 락(World Lock)이 있다. 또한 월드 락과 같은 기능을 가진 다이아몬드 락과 같은 다른 종류의 자물쇠도 있다. 이 게임은 또한 월드가 작동하는 방법의 특정 측면을 바꾸는 자물쇠도 포함한다. 플레이어가 영역을 잠근 경우 다른 사용자가 잠금을 통해 해당 영역과 상호 작용할 수 있도록 허용할 수 있다. 자물쇠는 또한 거래 가능한 화폐의 주요 형태로 작용한다.

## 개발
그로토피아의 제작은 2012년 디자이너 세스 로빈슨이 원래 빌도(Buildo)라고 불렀던 게임을 설명하는 6개의 모크업 스크린샷을 만들어, 그로우토피아의 제작자 마이크 홈멜(Mike Hommel)에게 보내 프로젝트를 돕도록 유도하면서 시작되었다. 게임의 사용자 인터페이스는 마이크 홈멜의 업무과 함께 형태를 갖추기 시작했다. 2012년 10월 22일, 홈멜은 유튜브 채널에 게임의 개발 과정을 담은 동영상을 업로드했다.
초기 개발 과정에서, 로빈슨과 호멜은 그로토피아의 사운드트랙을 제작하기 위해 작곡가 코리 몰렌워(Cory Mollenhour)의 도움을 받았다.
개발 3개월 후, 이 게임은 2012년 11월 30일 안드로이드에서 무료 베타 버전으로 출시되었다. 2013년 1월 9일 정식 버전을 출시하였다. 그 게임은 그 이후로 계속 업데이트되고 있다. 2017년 2월 28일 유비소프트는 그로토피아 인수를 발표했다. 이 거래는 2016-17년 유비소프트의 4분기 동안 완료되었으며, 오리지널 개발자들은 게임의 지속적인 개발에 대한 설계와 일반 조언자 역할을 계속할 것이다. 유비소프트 인수 이후, 북미 지역 커뮤니티 관리 및 조정팀이 꾸려졌다. 그들은 게임의 향후 개발 책임을 유비소프트 아부다비 팀에게 넘겼다. 그 팀은 그 이후로 계속해서 그로토피아를 작업해오고 있다.

## 발매
이 게임은 마이크로소프트 윈도우, 맥 OS X, iOS, 안드로이드를 포함한 여러 운영 체제에서 플레이할 수 있다. iOS 버전은 2012년 11월 30일, 안드로이드용으로 처음 출시된 이후 2013년 1월 11일, 다른 버전으로 안드로이드용으로 출시되었다. 이러한 모바일 출시 이후, 게임은 컴퓨터로 옮겨졌다. 윈도우 베타 버전은 2013년 7월 9일에 출시되었으며, OS X 버전은 2013년 7월 27일에 출시되었다.
2019년 7월 18일부터 2020년 7월 30일까지 닌텐도 스위치, 플레이스테이션 4, 엑스박스 원에서 사용할 수 있었다. 모든 콘솔 지원 중단 선언은 2020년 4월 27일 시행되었으며, 2020년 1월 19일 이전 발표에서 이어졌으며, 그로우토피아 공식 운영팀은 "사용 가능한 재정 및 자원, 예산이 제한적"이었기 때문에 콘솔 플랫폼에 대한 주요 업데이트나 연례 행사는 더 이상 없을 것이라고 커뮤니티에 통보했다. 유비소프트 아부다비의 한 팀원은 "안드로이드, iOS, PC에서 플레이하는 플레이어가 훨씬 더 많다"고 말했기 때문에, 그들은 그들의 자원을 세 플랫폼에 다시 집중할 것이라고 말했다.

## 점수
리뷰 평론 사이트 게임 랭킹스에 따르면, 그로우토피아는 비평가들로부터 "혼합되거나 평균적인" 평가를 받았다.
제이 이즈 게임스(Jay Is Games)는 이 게임을 "모바일 플랫폼에서 작업할 수 있을 정도로 간단하고 쉬워요.(그리고 아이들에게도 재미있는 게임이예요.) 하지만 사용자 정의 및 사회화를 위한 충분한 공간이 있어요."라고 설명했다. 148Apps는 "제작 기술이 매우 독특하다."라며 4/5점의 평점을 남겼다. 포켓 게이머(Pocket Gamer)의 피터 윌링턴(Peter Willington)은 10점 만점에 6점이라는 평점을 남겼고, 그는 조잡한 메뉴를 싫어했고, UI는 밋밋하고 비좁으며 캐릭터 디자인을 싫어한다고 말했다. 터치 아케이드(TouchArcade)는 "모든 사람이 상호작용할 수 있는 영구적인 세계에서 일어나는 이와 같은 온라인 게임과 함께, 여러분은 틀림없이 어떤 사람들이 물건을 파괴하고 일반적으로 다른 모든 사람들의 삶을 힘들게 만들려는 것을 보게 될 것입니다."라고 평가했다.

### 정보주
1. ↑  2017년도까지 로빈슨 테크놀로지, 하무무 소프트웨어
2. ↑  2017년도까지 로빈슨 테크놀로지

### 참고주
1. ↑  “Growtopia”. 《Growtopia》. 2019년 12월 17일에 원본 문서에서 보존된 문서. 2019년 2월 9일에 확인함.
2. ↑  “Growtopia for Nintendo Switch - Nintendo Game Details”. 《Nintendo.com》. 2020년 10월 31일에 원본 문서에서 보존된 문서. 2020년 10월 27일에 확인함.
3. ↑  Massongill, Justin (2019년 7월 12일). “The Drop: New PlayStation Games for July 16, 2019”. 《PlayStation Blog》 (영어). 2019년 12월 4일에 원본 문서에서 보존된 문서. 2019년 7월 12일에 확인함.
4. ↑  “Growtopia on Microsoft Store”. 《마이크로소프트》 (영어). 2019년 8월 9일에 원본 문서에서 보존된 문서. 2019년 5월 29일에 확인함.
5. 1 2  Suddi, Aran (2020년 6월 16일). “Growtopia will be shutting down on consoles at the end of July”. 《TheSixthAxis》. 2021년 10월 19일에 원본 문서에서 보존된 문서. 2021년 10월 19일에 확인함.
6. 1 2  Kerr, Chris (2017년 3월 1일). “Ubisoft acquires massively multiplayer social game, Growtopia”. 《Gamasutra》 (영어). UBM Technology Group. 2019년 4월 11일에 원본 문서에서 보존된 문서. 2019년 3월 6일에 확인함.
7. 1 2 3  Robinson, Seth (2013년 6월 19일). “Two guys made an MMO: The Growtopia Postmortem”. 《IndieGames.com》 (영어). UBM Technology Group. 2019년 4월 11일에 원본 문서에서 보존된 문서. 2019년 2월 19일에 확인함.
8. 1 2  Polson, John (2013년 1월 12일). “Free Mobile Pick: Growtopia (Robinson, Hommel)”. 《IndieGames.com》. UBM Technology Group. 2019년 4월 11일에 원본 문서에서 보존된 문서. 2019년 3월 6일에 확인함.
9. ↑  Hommel, Mike (2012년 10월 22일). “Hamumu Develog!!! #9”. 《YouTube》. 2019년 12월 22일에 원본 문서에서 보존된 문서. 2019년 3월 6일에 확인함.
10. ↑  Mollenhour, Cory (2013). “Growtopia - Title Theme” (PDF). 《cory.mollenhour.com》. 2019년 10월 21일에 원본 문서 (PDF)에서 보존된 문서. 2021년 10월 19일에 확인함.
11. ↑  “Growing into Growtopia”. 《GamesIndustry.biz》 (영어). 2020년 8월 7일에 원본 문서에서 보존된 문서. 2020년 7월 31일에 확인함.
12. ↑  “An Update About the State of Consoles”. 《Growtopia Forums》 (영어). 2021년 10월 19일에 원본 문서에서 보존된 문서. 2020년 7월 31일에 확인함.
13. 1 2  “Growtopia for iOS (iPhone/iPad) - Game Rankings”. 《GameRankings》 (영어). CBS Interactive. 2019년 3월 6일에 원본 문서에서 보존된 문서. 2019년 3월 4일에 확인함.
14. 1 2  LeFebvre, Rob (2013년 1월 22일). “Growtopia (iOS) Review on 148Apps”. 《148Apps》 (영어). Steel Media Limited. 2019년 3월 4일에 원본 문서에서 보존된 문서. 2019년 3월 4일에 확인함.
15. 1 2  Willington, Peter (2013년 1월 28일). “Growtopia (iOS/Android) Review on Pocket Gamer”. 《Pocket Gamer》 (영어). Steel Media Limited. 2019년 3월 6일에 원본 문서에서 보존된 문서. 2019년 3월 4일에 확인함.
16. ↑  “Growtopia - Walkthrough, Tips, Review”. 《Jay Is Games》 (영어). 2013년 1월 12일. 2019년 3월 6일에 원본 문서에서 보존된 문서. 2019년 3월 4일에 확인함.
17. ↑  Nelson, Jared (2013년 1월 11일). “'Growtopia' is a Free 2D Sandbox MMO that You Should Try”. 《TouchArcade》 (영어). MacRumors.com, LLC. 2019년 3월 6일에 원본 문서에서 보존된 문서. 2019년 3월 5일에 확인함.